# Монархо-комунізм
Монархо-комунізм — гіпотетична ідеологія, що поєднує ідеї протилежних за змістом політичних складових ідеологій — монархії та комунізму. По своїй суті — це термін, що застосовний до антиутопічних та сатиричних текстів та є предметом жартівливих дискусій. В публіцистиці мають місце лиш поодинокі згадки
Під монархо-комунізмом вони розуміють спільноту вільних і рівних "монархій", де кожна сім'я має своє власне "царство", яке вона покликана наповнювати Любов'ю, і в якій вона може продовжити свій божественний рід.

## Чим монархо-комунізм відрізняється від класичних монархій
На відміну від класичних монархій, де тільки певні династії мають право транслювати божественне кохання в навколишній простір, в монархо-комунізмі кожна людина отримує таке право, оскільки рід кожної людини сходить (умовно) до Адама і Єви, тобто безпосередньо до Бога. Відтворюючи свій власний божественний Ірійський (райський) сад, свій Асгард у кожному своєму окремо взятому "царстві", всі разом - царі та цариці зі своїми принцами та принцесами - покликані створювати царство кохання, дружби та радості на Землі в цілому.